# Setermoen
Setermoen este o localitate din comuna Bardu, provincia Troms, Norvegia, cu o suprafață de 2,76 km² și o populație de 2.393 locuitori (2013).